# 若松島
若松島（日语：／ Wakamatsujima */?）是日本長崎縣西部五島列島中的一個島嶼，也是五島列島中面積第四大島嶼，位於奈留島和中通島之間。全島屬於長崎縣南松浦郡新上五島町。2010年時，島上有人口1,661人。島上海岸線十分複雜，產業以漁業為主。